# 东山乡 (通江县)
东山乡，是中华人民共和国四川省巴中市通江县曾经下辖的一个乡。2020年5月，撤销东山乡，将其所属行政区域划归广纳镇管辖。

## 行政区划
东山乡撤销前下辖以下地区：
东山村、大包塬村、鱼贵山村和枸花坪村。